# Romuald Mainka
Romuald Mainka (Gliwice, 15 maggio 1963) è uno scacchista tedesco.
Ha ottenuto il titolo di Maestro Internazionale nel 1988 e di Grande Maestro nel 1993.
Nato in Polonia, negli anni '70 si stabilì con i suoi genitori a Dortmund, dove vive tuttora.

## Principali risultati
Nel 1980 è arrivato secondo dietro a Jaan Ehlvest in un torneo internazionale giovanile a Schilde, in Belgio. Negli anni '80 e '90 è stato costantemente uno dei più forti giocatori tedeschi.
Tra i risultati di torneo più rilevanti:
- 1987 – 1° nella sezione B del torneo di Dortmund;
- 1990 – 1°-2° Bohemian-Turnier di Praga, ex aequo con Eckhard Schmittdiel;
- 1991 – 1°-3° nella sezione C del torneo di Dortmund, ex aequo con Konstantin Sakaev e Ralf Lau;
- 1991 – 1° nell'open internazionale di Le Touquet-Paris-Plage;
- 1992 – 1° nell'open di Porz, ex aequo con Ralf Lau;
- 1993 – 1° nel torneo "Acropolis International" di Atene;
- 1994 – 2º dietro ad Alexander Morozevich nel "Lloyds Bank Open" di Londra, davanti a più di 30 grandi maestri;
- 1994 – 3° nel campionato tedesco a Binz, dietro a Peter Enders e Matthias Wahls;[1]
- 1995 – 1° nell'open di Schwäbisch Gmünd;
- 1996 – 1° negli open di Recklinghausen e Weilburg;
- 1997 – 1° negli open di Würzburg e Leverkusen;
- 1999 – 1° negli open di Essen, Saarlouis e Kleve;
- 2005 – 1° nell'open di Recklinghausen.

Dalla metà degli anni '80, Mainka ha partecipato a molti campionati tedeschi a squadre (Bundesliga): fino al 1992 con il club SF Dortmund-Brackel, dal 1993 con il club 
SG Porz (vincitore dei campionati del 1994 e 1996); nel 2002 è passato al club di seconda divisione Betzdorf-Kirchen, un anno dopo all'SC Remagen, dove ha giocato fino al 2010. Dal 2011 gioca con il club Hansa Dortmund.
Dal 2008 al 2010 ha partecipato anche al campionato a squadre del Belgio con il club KSK 47 Eynatten.
Ha ottenuto il suo massimo rating FIDE in luglio 1992, con 2550 punti Elo.